# Fixed
Fixed — міні-альбом реміксів американського індастріал-гурту Nine Inch Nails, що вийшов в грудні 1992 року.

## Про альбом
Fixed шостий офіційний реліз гурту. Диск містить ремікшовані версії матеріалу альбому Broken. Участь у записі брали: Бутч Віг, Джей Джі Серлвелл, Пітер Крістофферсон, а також учасники концертних виступів Nine Inch Nails Кріс Вренна та Джеймс Вуллі.

## Last (Butch Vig remix)
Композиція «Throw Me Away» містить елементи, ремікшовані Бутчем Вігом для композиції «Last». Ця версія «Last» так і не увійшла у фінальний трекліст альбому, оскільки Резнору не сподобався ремікс. Сам ремікс був доступний у відносно низькій якості (8-біт, 11 кГц, моно) як файл NIN_LAST.AIFF на FTP cyberden.com з 1993 року. Пізніше композиція зникла з сайту, але була доступна в пірінгових мережах.
30 листопада 2007 року Трент Резнор завантажив MP3-файл «Last (Butch Vig remix)» вищої якості (16 біт, 256 кбіт/с, стерео) на сайт реміксів remix.nin.com, де тепер безкоштовно доступний для завантаження.

## Список композицій
| #  | Назва                  | Ремікшування                                                          | Тривалість |
| -- | ---------------------- | --------------------------------------------------------------------- | ---------- |
| 1. | «Gave Up»              | Coil, Денні Хайд                                                      | 5:25       |
| 2. | «Wish»                 | Джей Джі Серлвелл                                                     | 9:11       |
| 3. | «Happiness in Slavery» | Трент Резнор, Кріс Вренна, P.K.                                       | 6:09       |
| 4. | «Throw This Away»      | Резнор, Вренна, Бутч Віг                                              | 4:14       |
| 5. | «Fist Fuck»            | Серлвелл                                                              | 7:21       |
| 6. | «Screaming Slave»      | Резнор, Вренна, Білл Кеннеді, Шон Біван, Мартін Брумбах, Боб Фленаган | 8:02       |

## Позиції в чартах та сертифікації
| Чарт (1993)   | Найвища позиція |
| ------------- | --------------- |
| Нова Зеландія | 25              |

| Країна          | Сертифікація |
| --------------- | ------------ |
| Велика Британія | Платинова    |